# Marcel Stern
Marcel Gérard Stern (9 de enero de 1922-16 de abril de 2002) fue un deportista suizo que compitió en vela en la clase 5.5 Metre. Participó en tres Juegos Olímpicos de Verano, obteniendo una medalla de plata en México 1968 en la clase 5.5 Metre.

## Palmarés internacional
| Juegos Olímpicos | Juegos Olímpicos          | Juegos Olímpicos | Juegos Olímpicos |
| Año              | Lugar                     | Medalla          | Clase            |
| ---------------- | ------------------------- | ---------------- | ---------------- |
| 1968             | Ciudad de México (México) | Medalla de plata | 5.5 Metre        |